# Crystal Springs (Mississipi)
Crystal Springs és una població dels Estats Units a l'estat de Mississipi. Segons el cens del 2000 tenia 5.873 habitants.

## Demografia
Segons el cens del 2000, Crystal Springs tenia 5.873 habitants, 2.118 habitatges, i 1.503 famílies. La densitat de població era de 421,5 habitants per km².
Dels 2.118 habitatges en un 32,5% hi vivien nens de menys de 18 anys, en un 41,6% hi vivien parelles casades, en un 25% dones solteres, i en un 29% no eren unitats familiars. En el 26,3% dels habitatges hi vivien persones soles el 12,8% de les quals corresponia a persones de 65 anys o més que vivien soles. El nombre mitjà de persones vivint en cada habitatge era de 2,66 i el nombre mitjà de persones que vivien en cada família era de 3,22.
Per edats la població es repartia de la següent manera: un 28,1% tenia menys de 18 anys, un 12% entre 18 i 24, un 26,3% entre 25 i 44, un 19,7% de 45 a 60 i un 13,9% 65 anys o més.
L'edat mediana era de 32 anys. Per cada 100 dones de 18 o més anys hi havia 81 homes.
La renda mediana per habitatge era de 23.846 $ i la renda mediana per família de 29.313 $. Els homes tenien una renda mediana de 29.086 $ mentre que les dones 18.969 $. La renda per capita de la població era de 12.111 $. Entorn del 26,5% de les famílies i el 31,2% de la població estaven per davall del llindar de pobresa.

## Poblacions més properes
El següent diagrama mostra les poblacions més properes.